# Hilltop (Georgia)
Hilltop – jednostka osadnicza w Stanach Zjednoczonych, w stanie Georgia, w hrabstwie Pike.